# Flakstadøya
68°4′53″N 13°21′47″Ø / 68.08139°N 13.36306°Ø
Flakstadøya er en ø i Lofoten, Norge. Øen har et areal på 110 km², og højeste punkt er Stjerntinden på 931 moh. Flakstadøya er forbundet til Vestvågøya gennem Nappstraumtunnelen, der er 1.728 meter lang, og med Moskenesøya med Fredvangbroerne (bygget i 1988) og Kåkern bro (bygget i 2003). Sidstnævnte bro erstattede en ældre hængebro, som nu er nedrevet.
Der er mange dambrug på øen. Landbruget er hovedsagelig baseret på får og kvægdrift. Der findes desuden en del industri på øen, som er forbundet med fiskeriet. 

## Bygder på Flakstadøya
- Ramberg med ca. 320 indbyggere har flere butikker, to gæstgiverier, bibliotek, varehus, benzinstation, bilværksted og turistinformation.  Øens erhvervsliv er domineret af fiskeriet. Fiskeflåden består hovedsageligt af mindre både.
- Nusfjord er et af Norges ældste og bedst bevarede fiskerlejer. I Nusfjord har der været fiskeri siden midten af det 19. århundrede. Fiskerlejet blev i UNESCOs arkitekturbeskyttelsesår (1975) udpeget som et af tre pilotprojekter i Norge om bevarelse og synliggørelse af enestående træhusmiljøer. En 6 kilometer lang sti forbinder Nusfjord med det tidligere fiskerleje Nesland. Her kan man følge fodsporene af generationer med lofotfiskeriet og fiskerbønder.
- Sund er et fiskevær med ca. 100 fastboende, som ligger på den sydvestlige del af øen. Fiskeværet er et af Lofotens ældste. Ved havnen ligger der et bådeværft og et privatejet Fiskerimuseum med blandt andet gamle både og bådmotorer.
- Vikten ligger nord på den østlige del af øen, i enden af Fylkesvei 811. I bygden er der et glasblæser- og keramikværksted. Om sommeren er der daglige aktiviteter i glasblæserværkstedet. Vikten skole er privat og drives af sekten Guds Menighed.
- Napp er et fiskevær med ca. 210 indbyggere på den nordvestlige del af øen. Der er børnehave, sygehjem og skole med 7 klassetrin og ca. 17 elever.
- Nesland, egentlig Auster Nesland og Vester Nesland, er to gårde og et tidligere fiskevær på øens sydvestside, mellem fjordene Skjelfjorden og Nusfjord. Der er en ca. 10 km lang vejforbindelse fra Nesland til Ytre Skjelfjord og videre til Europavej 10. I 1988 flyttede de sidste fastboende. Nesland har den eneste fungerende originale vandmølle på Lofoten. Øst for Auster Nesland ligger der flere jættegryder.
- Myrland er en bygd med ca. 15 indbyggere på nordsiden af øen. Der er vejforbindelse med Fylkesvei 805 fra Napp. Vejen er ofte spærret på grund af stenskred. Sydvest for Myrland ligger Sandnes som er delt i Stor-Sandnes, og Lille-Sandnes. Ved hvert af de to næs ligger der en sandstrand.

- Stranden ved Ramberg
- Nusfjord
- Sund
- Vikten
- Nesland
- Jættegryde ved Nesland
- Flakstadøya med Myrland til højre